# 宮瀬富之
宮瀬 富之（みやせ とみゆき、1941年（昭和16年）10月4日 - ）は、日本の彫刻家。本名は宮瀬富夫。日本芸術院会員。

## 来歴
1942年（昭和16年）10月4日に生まれる。松田尚之に師事した。
1967年（昭和42年）「ポーズする女」が日展に入選、その後1972年（昭和47年）「水たまり」が日展日彫賞、翌1973年（昭和48年）「風のよそおい」が日展特選を受賞。
1984年（昭和59年）に大阪成蹊短期大学の教授に就任、のち同短大の大学長になる。
1999年（平成11年）には金沢美術工芸大学の教授も兼任した。
2005年（平成17年）の第37回日展に出品した「はんなりと石庭に」は内閣総理大臣賞を受賞した。
2009年（平成20年）、第40回改組日展に出品した「源氏物語絵巻に想う」が日本芸術院賞を受賞。
2013年（平成25年）5月23日現在、日展理事。
2014年（平成26年）には東京都葛飾区柴又にある山田洋次ミュージアムで来場者400万人達成式典に合わせて設置された山田洋次の胸像を作成した。
2022年（令和4年）、日本芸術院会員に選出される。

## 主な制作物
| 作品名                  | 製作年             | 備考                                            | 出典         |
| ----------------------- | ------------------ | ----------------------------------------------- | ------------ |
| 「全国女子駅伝 皇后盃」 | 1989年（平成元年） | 西京極総合運動公園正面玄関前                    | [ 9 ] [ 10 ] |
| 「青春の軌跡」          | 1989年（平成元年） | 西京極総合運動公園野球場北側                    | [ 9 ]        |
| 「麦藁帽子と少女」      | 1993年（平成5年）  | 京都府立植物園中庭                              | [ 11 ]       |
| 「源氏物語絵巻に想う」  | 2009年（平成20年） | 平成20年度（第65回）日本芸術院賞 / 日本芸術院蔵 | [ 1 ] [ 3 ]  |
| 「山田洋次」胸像        | 2014年（平成26年） | 山田洋次ミュージアム入り口                      | [ 7 ] [ 8 ]  |
| 「巨大な輝き」          | 不明               | 琵琶湖疏水記念館前                              |              |